# Remus Lupin
Pour les articles homonymes, voir Remus et Lupin.
Remus John Lupin, parfois surnommé Lunard (Moony en anglais), est un personnage de la saga Harry Potter, écrite par J. K. Rowling.
Lupin est principalement connu pour avoir été le professeur de défense contre les forces du mal de Harry Potter en troisième année à Poudlard, dans Harry Potter et le Prisonnier d'Azkaban. Son rôle est déterminant au sein de l'Ordre du Phénix, une organisation de sorciers et de sorcières fondée par Albus Dumbledore dans le but de contrer le pouvoir néfaste et la suprématie de Voldemort à partir du cinquième roman. 
Avec James Potter, Sirius Black et Peter Pettigrow, Lupin a formé durant sa propre scolarité à Poudlard le groupe des Maraudeurs.
Remus Lupin est interprété au cinéma par David Thewlis. Son personnage adolescent, brièvement aperçu, est interprété par James Utechin.

## Caractéristiques

### Description
À sa première apparition dans Harry Potter et le Prisonnier d'Azkaban, Lupin semble malade et épuisé et porte des habits rapiécés et miteux, lui étant difficile de trouver un travail rémunéré en raison de sa condition. Ses cheveux sont châtains et parsemés de mèches blanches, probablement dues à sa fatigue et/ou son anxiété. Sa voix est rauque, mais douce. Son visage est scarifié depuis son enfance à la suite de l'attaque d'un loup-garou.
Il fait souvent figure d'homme posé, empathique et perspicace tout au long de la série. Malgré son tempérament discret, Lupin est aussi malicieux. Ce trait de caractère lui attirera d'ailleurs l'amitié et le respect de ses deux amis de jeunesse, James Potter et Sirius Black. Remus Lupin est particulièrement doué dans la pratique des sorts de défense contre les forces du mal. Il enseignera d'ailleurs cette discipline à Poudlard lorsqu'il fera connaissance avec le trio principal, et deviendra l'un des meilleurs enseignants dans son domaine et le professeur préféré de Harry Potter.
Durant sa propre scolarité, avec ses amis de jeunesse Sirius Black, James Potter et Peter Pettigrow, Lupin met au point la carte du Maraudeur, permettant à son utilisateur instruit de connaître le mouvement de chaque personne présente dans le château de Poudlard grâce à un sortilège d'Homonculus. Dumbledore le nomme Préfet de Gryffondor avec son amie Lily Evans, à son entrée en cinquième année d'études. Il intègre la première formation de l'Ordre du Phénix dès la fin de sa scolarité, avant que l'organisation ne soit dissoute en 1981 à la suite de la première disparition de Voldemort. Albus Dumbledore fait de nouveau appel à lui à l'été 1995, lorsque Voldemort reprend forme humaine. Sa condition de loup-garou fait que Lupin n'a jamais pu obtenir d'emploi stable.

### Famille
(Cette section prend en considération les informations précisées par l'auteure sur le site Pottermore, notamment celles concernant les parents de Remus Lupin, qui n'apparaissent pas dans les romans originaux).
Le père de Remus, Lyall Lupin, était un sorcier expert en Apparitions Spectrales d'Origine Non Humaine, ayant lui aussi suivi des études à Poudlard. Sa mère, Espérance Howell (Hope Howell en anglais), d'origine moldue, travaillait dans une compagnie d'assurance à Cardiff. Ils se sont rencontrés au Pays de Galles, alors qu'Espérance était attaquée en forêt par un épouvantard. 
Remus Lupin n'a pas eu de frère ni de sœur. Il se marie avec la métamorphomage Nymphadora Tonks — également membre de l'Ordre de Phénix — lors de l'intrigue du sixième roman. Ils ont un fils nommé Teddy, qui naît peu avant la bataille de Poudlard dans Harry Potter et les Reliques de la Mort, et dont Harry Potter devient le parrain.
|  |  |  |  |  |  |                  |                  | Lyall Lupin      | Lyall Lupin      | Lyall Lupin      | Lyall Lupin      | Lyall Lupin | Lyall Lupin |             |             |             |             |             |             | Espérance Howell | Espérance Howell | Espérance Howell | Espérance Howell | Espérance Howell | Espérance Howell |
|  |  |  |  |  |  |                  |                  | Lyall Lupin      | Lyall Lupin      | Lyall Lupin      | Lyall Lupin      | Lyall Lupin | Lyall Lupin |             |             |             |             |             |             | Espérance Howell | Espérance Howell | Espérance Howell | Espérance Howell | Espérance Howell | Espérance Howell |
|  |  |  |  |  |  |                  |                  |                  |                  |                  |                  |             |             |             |             |             |             |             |             |                  |                  |                  |                  |                  |                  |
|  |  |  |  |  |  | Nymphadora Tonks | Nymphadora Tonks | Nymphadora Tonks | Nymphadora Tonks | Nymphadora Tonks | Nymphadora Tonks |             |             | Remus Lupin | Remus Lupin | Remus Lupin | Remus Lupin | Remus Lupin | Remus Lupin |                  |                  |                  |                  |                  |                  |
|  |  |  |  |  |  | Nymphadora Tonks | Nymphadora Tonks | Nymphadora Tonks | Nymphadora Tonks | Nymphadora Tonks | Nymphadora Tonks |             |             | Remus Lupin | Remus Lupin | Remus Lupin | Remus Lupin | Remus Lupin | Remus Lupin |                  |                  |                  |                  |                  |                  |
|  |  |  |  |  |  |                  |                  |                  |                  |                  |                  |             |             |             |             |             |             |             |             |                  |                  |                  |                  |                  |                  |
|  |  |  |  |  |  |                  |                  |                  |                  | Teddy Lupin      |                  |             |             |             |             |             |             |             |             |                  |                  |                  |                  |                  |                  |

## Histoire

### AvantHarry Potter
Cette section prend en considération les informations précisées par l'auteure sur le site Pottermore, notamment celles concernant l'enfance de Remus Lupin et la profession de son père, qui ne sont pas décrites dans les romans originaux.

#### Enfance solitaire
Remus Lupin naît le 10 mars 1960. C'est un enfant vif et joyeux, très aimé par ses parents et montrant très rapidement des signes d'aptitude en matière de magie. Lorsque Remus Lupin a quatre ans, la montée au pouvoir de Voldemort débute déjà, bien que beaucoup de sorciers ignorent encore l'identité de la personne à l'origine des actes constatés de magie noire. Son père, Lyall Lupin, est appelé à travailler pour le ministère de la Magie, au département de contrôle et de régulation des créatures magiques, tandis qu'un apparent « clochard moldu » du nom de Fenrir Greyback y est entendu pour témoigner de la mort récente de deux enfants moldus. Le père de Lupin soupçonne ce dernier d'être un loup-garou non répertorié sur le Registre, reconnaissant en lui certains signes distinctifs. Face à la menace, il tente de persuader ses collègues en qualifiant les loups-garous comme Greyback d'êtres « dépourvus d'âme, diaboliques et méritant de mourir », ce que Greyback ne lui pardonnera jamais. Pour se venger, Greyback s'introduit dans la chambre de Remus et l'attaque avec sauvagerie, condamnant ainsi l'enfant de son ennemi à une existence de loup-garou et de réclusion comme la sienne. Depuis ce jour, le père de Remus regrettera toujours ses paroles et idées reçues à l'égard des loups-garous, constatant par ailleurs que Remus, en dehors des nuits de pleine lune où il se transformait, restait aussi adorable après sa morsure qu'il l'était avant qu'elle ne survienne. Remus Lupin ignore durant encore de longues années les circonstances de son attaque et l'identité de la personne l'ayant mordu.
Durant l'enfance de Lupin, aucun traitement n'existe encore pour rendre les nuits de pleine lune moins douloureuses et dangereuses pour son entourage. Lupin mène par conséquent une jeune vie très solitaire, restant isolé des autres enfants de son âge, et la famille déménage très régulièrement pour éviter d'éveiller les soupçons. À mesure que Lupin grandit, ses transformations se font de plus en plus impressionnantes et violentes. À dix ans, ses parents prennent la décision de l'éduquer à la maison, se rendant à l'évidence que leur fils ne serait jamais accepté dans une école, même à Poudlard. Cependant, Albus Dumbledore, qui est au courant de la condition de Remus, se rend en personne chez les Lupin lorsque le garçon atteint l'âge d'entrer à Poudlard. Après avoir fait connaissance avec lui, Dumbledore annonce à ses parents qu'il est accepté et attendu, ajoutant que l'école a déjà fait l'objet de quelques transformations afin de pouvoir l'accueillir dans les meilleures conditions possibles et que l'état de Remus demeurerait secret selon leur souhait.

#### Jeunesse à Poudlard

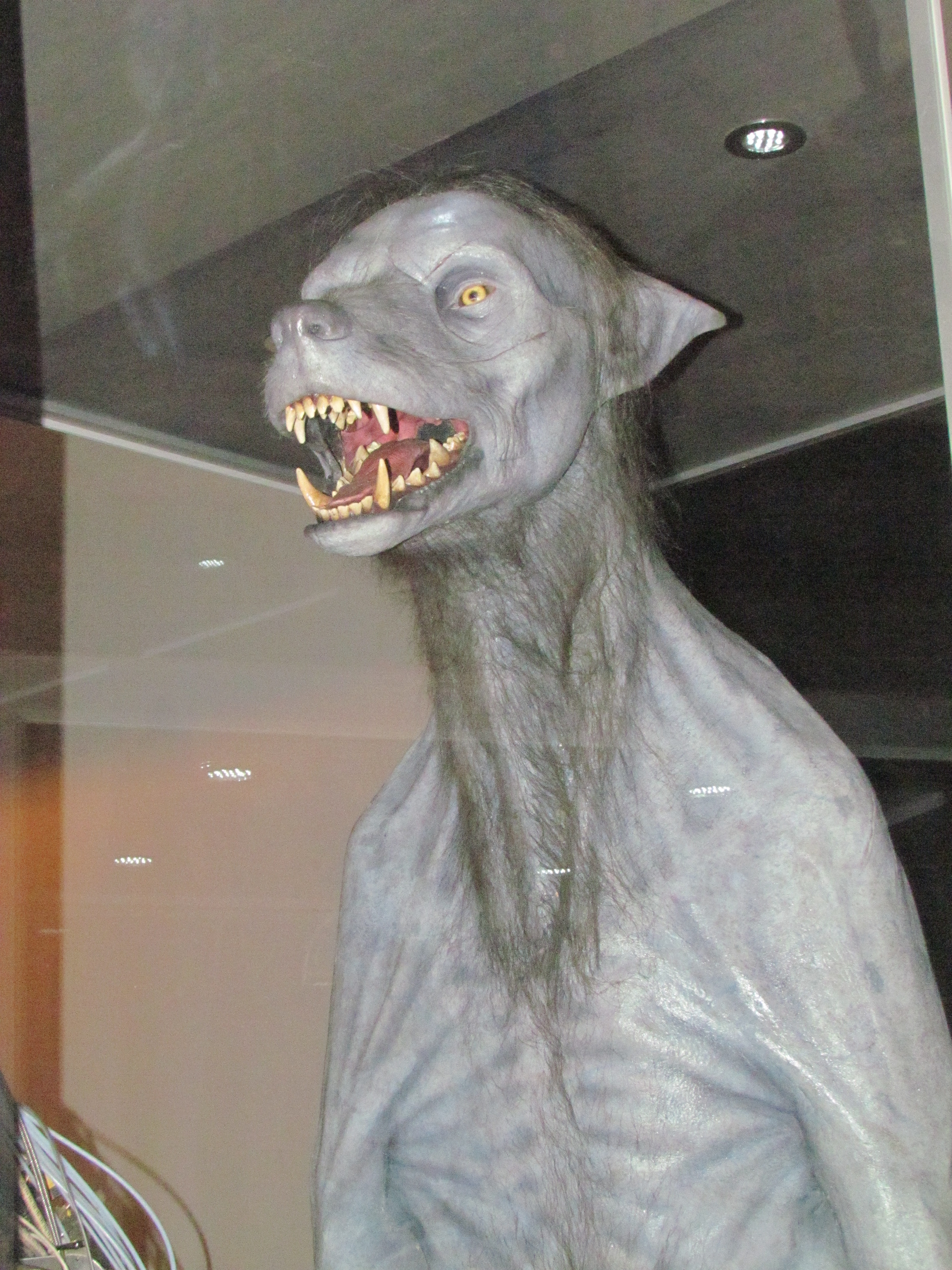
La transformation de Lupin (studios Harry Potter).

À la fois impatient et inquiet de faire de nouvelles connaissances, Lupin emprunte donc le Poudlard Express au matin du 1er septembre 1971 pour se rendre à Poudlard. Le Choixpeau magique l'envoie dans la maison Gryffondor, où il fait très rapidement la connaissance de James Potter et de Sirius Black, deux garçons au tempérament plutôt rebelle, qui entament eux aussi leur première année. Avant les nuits de pleine lune, Dumbledore l'accompagne lui-même à l'écart du château, le faisant passer par un tunnel spécialement construit pour lui et menant à une maison confortable située un peu à l'écart du village voisin de Pré-au-Lard. Dumbledore protège ensuite la maison par de puissants sortilèges pour que personne ne puisse remarquer quoi que ce soit. Un saule « cogneur » est planté à l'entrée du souterrain afin de dissuader tout intrus d'approcher de l'entrée du tunnel durant la transformation. Madame Pomfresh, l'infirmière, prend ensuite le relais de Dumbledore et s'occupe de soigner les blessures qu'il s'inflige. Malgré les nombreux sortilèges de protection, les habitants de Pré-au-Lard entendent quelquefois des hurlements provenir de l'intérieur de la maison occupée par Lupin. L'habitation obtient rapidement la réputation d'être la plus hantée de Grande-Bretagne et les habitants du village lui donne le nom de « cabane hurlante ». Dumbledore entretiendra volontairement cette rumeur pour protéger son élève.
En dehors de ses périodes de pleine lune, Lupin passe de plus en plus de temps avec James et Sirius, qui ignorent encore tout de son secret mais qui l'apprécient particulièrement pour son sens de l'humour discret et sa profonde gentillesse. En parallèle, Lupin se prend d'affection pour le timide Peter Pettigrow, un autre Gryffondor, et persuade ses deux autres amis de l'intégrer au groupe. Les quatre amis deviennent inséparables et forment les Maraudeurs, « spécialistes en assistance aux maniganceurs de mauvais coups ». James, Sirius et Peter finissent inévitablement par questionner leur ami sur ses étranges disparitions régulières. Mais persuadé d'être rejeté si la vérité se savait, Lupin préfère inventer d'autres explications. James et Sirius finissent malgré cela par deviner la vérité durant leur deuxième année, et décident de rendre les transformations de leur ami un peu moins pénibles. Pour cela, ils apprennent peu à peu à devenir des Animagi non déclarés (des sorciers capables de se transformer en animaux), ce qui leur permet, à partir de leur cinquième année, de tenir compagnie sans risque à Remus durant les pleines lunes. Ensemble, les quatre amis explorent, pour passer le temps, les environs de Poudlard durant la nuit sous leur forme animale et mettent au point une carte magique leur permettant de localiser de manière très précise toutes les personnes présentes dans l'école. Ils se donnent à chacun un surnom en rapport avec leur forme animale respective. Lupin devient « Lunard », Sirius (le chien) devient « Patmol », James (le cerf) devient « Cornedrue » et Peter (le rat) devient « Queudver ». Lupin apprécie aussi beaucoup la compagnie de Lily Evans, qui devient une amie de confiance.
Lupin réprouve les manigances de James et de Sirius à l'égard de Severus Rogue, leur camarade de Serpentard, au comportement studieux et fouineur. Cependant, sa gratitude envers eux pour leur amitié inespérée fait qu'il n'ose pas intervenir frontalement et s'opposer directement à eux. Lily Evans en revanche, n'hésite pas à réprimander Sirius et James à sa place, bien qu'elle soit attirée par James.
Lupin et Lily sont nommés Préfets par Albus Dumbledore (selon Lupin, Dumbledore l'aurait nommé préfet pour qu'il essaye de raisonner James et Sirius qui passaient un peu trop de leur temps en retenue). En 1978, après avoir obtenu ses ASPIC avec succès, Lupin quitte Poudlard et, à la demande de Dumbledore, devient membre de l'Ordre du Phénix, épaulant celui-ci dans sa lutte contre Voldemort. Remus est l'un des rares sorciers qui ne craignent pas de prononcer le nom du mage noir.
L'événement le plus traumatisant pour Lupin survient à la fin du mois d'octobre 1981. En effet, en l'espace de quelques heures, il perd tous ses amis chers. Peu de temps après le mariage de James et de Lily, ceux-ci se font tuer par Voldemort lui-même, dans leur village de Godric's Hollow, vraisemblablement trahis par l'un de leurs proches. Sirius, que Lupin pensait être le Gardien du secret des Potter, est accusé de leur trahison et du meurtre de son autre ami, Peter Pettigrow (qui se disait témoin), ainsi que d'une douzaine de moldus présents sur les lieux de l'accusation publique de Sirius par Pettigrow. Tandis que Sirius Black est emprisonné à Azkaban, Lupin est anéanti. Sa nouvelle période d'extrême solitude coïncide cependant avec un événement réjouissant : le petit Harry Potter, le fils de James et Lily, a miraculeusement survécu à l'attaque mortelle de Voldemort et ce dernier, quant à lui, a disparu.

### DansHarry Potter

#### Carrière d'enseignant
Tandis que les autres membres de l’organisation de Dumbledore retournent à leurs occupations familiales respectives (l'Ordre n'ayant plus de raison d'être), Lupin, lui, refuse d'imposer à nouveau sa présence chez son père. Il vit de manière précaire durant une dizaine d'années, dans une petite maison du Yorkshire, acceptant des emplois à court terme, notamment dans l'enseignement, qu'il quitte tout aussi rapidement, à cause de sa condition risquant d'éveiller les soupçons de ses collègues. Il apprend en parallèle qu'une potion Tue-Loup a été inventée, permettant de se transformer en loup ordinaire et inoffensif durant les pleines lunes. Mais Lupin n'a ni l'expérience ni la fortune suffisante pour s'en procurer ou s'en fabriquer.

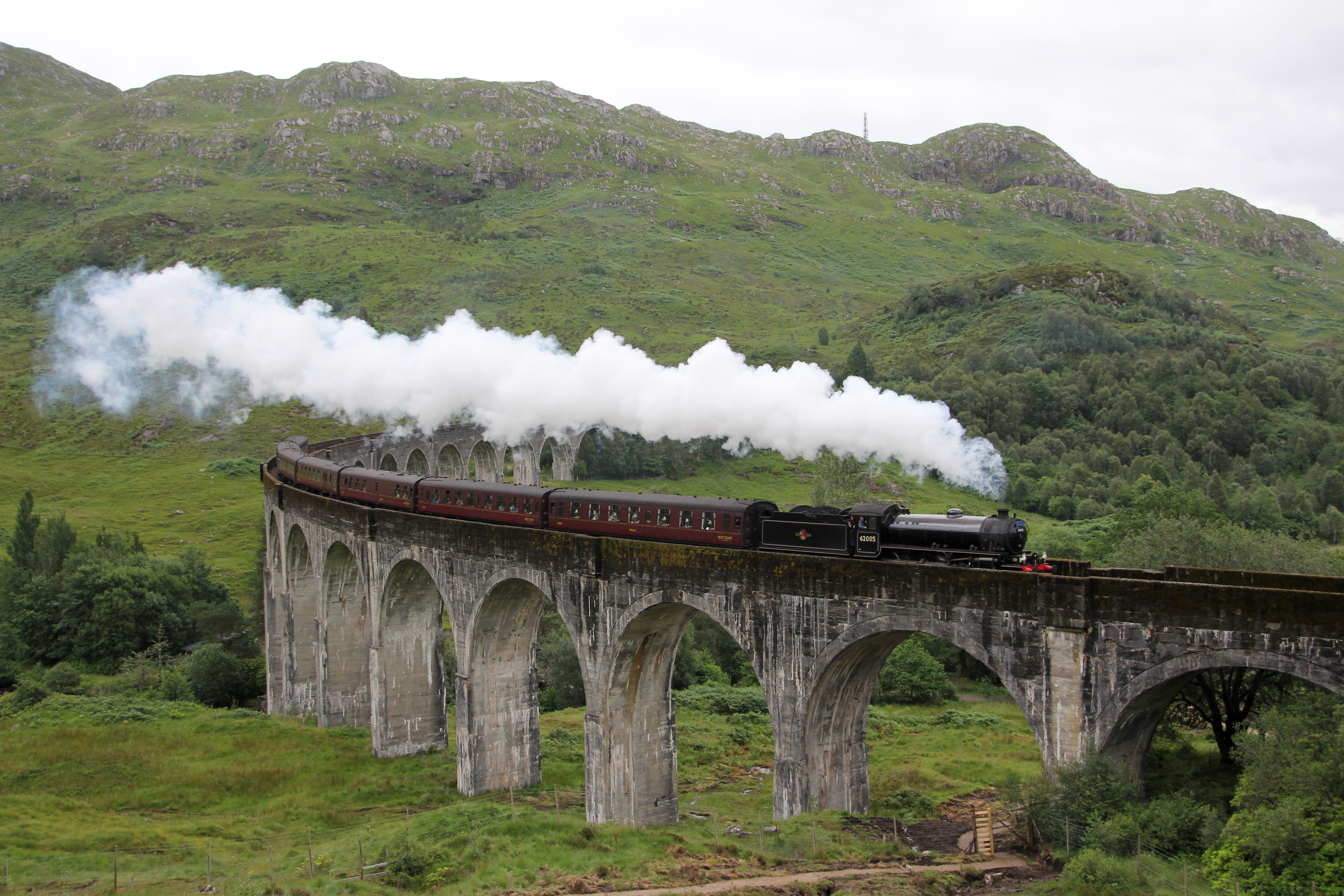
Lupin rencontre Harry, Ron et Hermione à bord du Poudlard Express dans lequel survient l'attaque d'un Détraqueur.

Engagé par Dumbledore, Remus Lupin retourne à Poudlard à 33 ans en tant que professeur de défense contre les Forces du Mal, tandis qu'à la même période, Sirius s'échappe de la prison d'Azkaban pour retrouver Harry Potter, faisant la Une de tous les journaux, y compris des journaux télévisés moldus. Lupin fait la connaissance de Harry, Ron Weasley et Hermione Granger juste avant la rentrée, au cours de leur trajet dans le Poudlard Express. Lupin, situé dans le même compartiment de voyage que le trio, leur porte secours lorsqu'un Détraqueur, à la recherche de Sirius Black, s'introduit dans le compartiment et s'attaque directement à Harry. Lupin, bien que vouvoyant Harry du fait de son statut d'enseignant, s'adresse à lui en le nommant immédiatement par son prénom. 
Les cours de Lupin consistent majoritairement à effectuer des travaux pratiques, et les élèves se passionnent très rapidement pour leur contenu. Touché par la timidité et le manque de confiance de Neville Londubat et de Harry, Lupin s'arrange pour faire régulièrement participer ces derniers à ses cours, leur donnant la parole sans même qu'ils aient à se manifester. Ainsi, il valorise Neville devant ses camarades, en lui confiant certaines responsabilités. Lupin ne tarde pas à être très apprécié par de nombreux élèves de Gryffondor et ses cours deviennent les préférés de la plupart des élèves de Poudlard. 

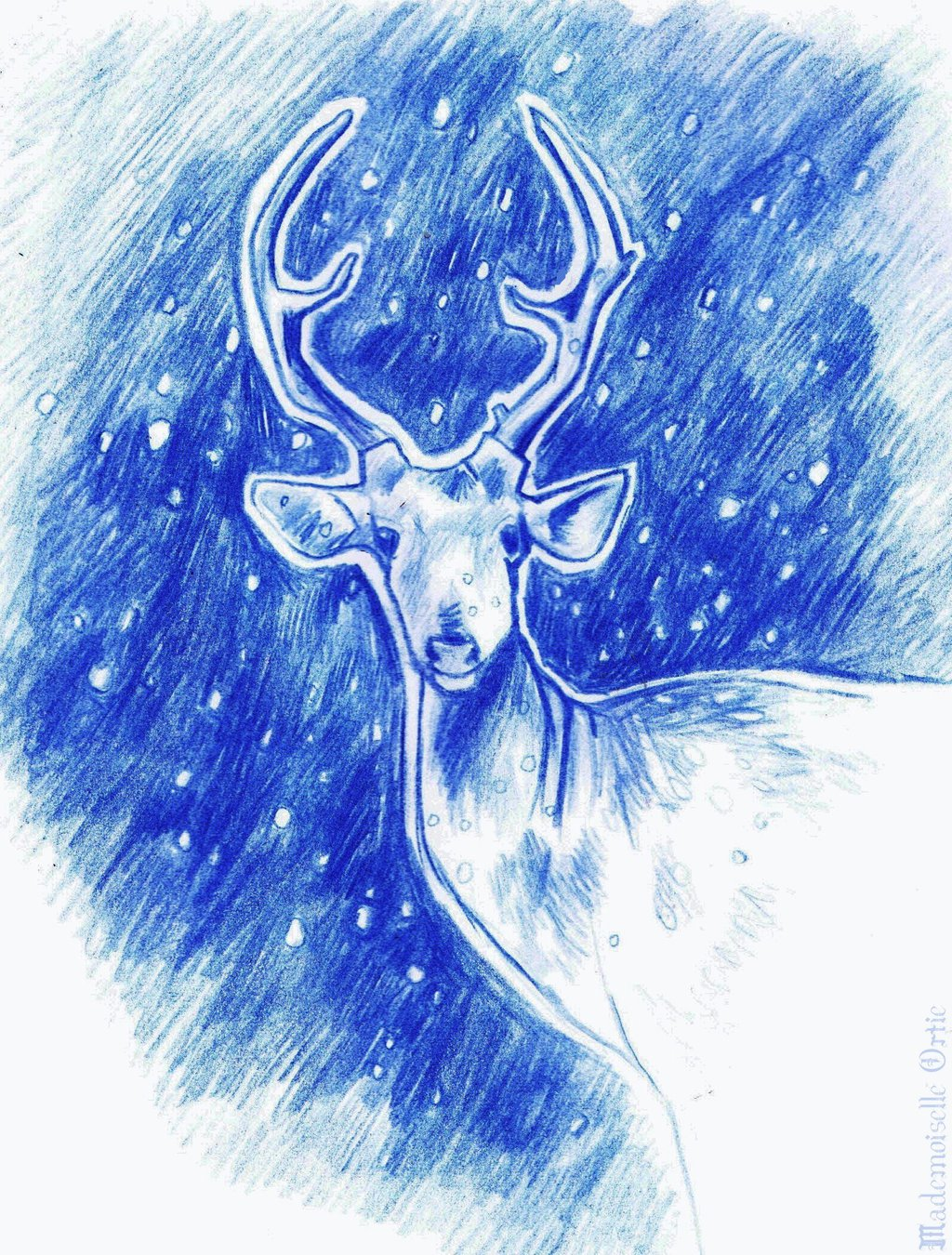
Une représentation du Patronus de Harry, un cerf.

Harry, qui craint d'être de nouveau attaqué par un Détraqueur, demande à Lupin de lui apprendre comment se défendre face à eux. Lupin accepte de lui donner des cours particuliers le trimestre suivant. Il lui apprend à faire apparaître un patronus corporel lui permettant de repousser les Détraqueurs. Il devient par ailleurs, du fait d'avoir été un ancien ami de ses parents, un véritable confident pour Harry lorsque celui-ci mentionne les cris de sa mère qu'il entend régulièrement à l'approche de l'une de ses créatures.
Cependant, en raison de sa lycanthropie, Lupin ne peut assurer la totalité de ses cours et se fait remplacer par Severus Rogue durant les pleines lunes. Rogue, à la demande de Dumbledore, prépare chaque mois pour Lupin une potion Tue-Loup qui lui permet de garder ses esprits pendant ses transformations. La vérité sur la maladie du professeur Lupin demeure ignorée de tous, excepté de l'amie de Harry, Hermione Granger, qui comprend plus tôt que les autres l’affection dont il est victime, notamment grâce à un devoir sur les loups-garous donné par le professeur Rogue lors d'un remplacement. Par respect envers Lupin, Hermione décide de lui faire confiance et de garder le secret. Elle n'en parle donc ni à Harry, ni à Ron.
Lorsque Sirius Black parvient à pénétrer dans le château au soir d'Halloween, Rogue évoque ses soupçons au directeur, vis-à-vis de la nomination de Lupin et de son ancienne complicité avec Black. En contrepartie, Lupin culpabilise de ne pas informer Dumbledore que Sirius Black est un Animagus, et qu'il peut très facilement entrer dans le château s'il le souhaite véritablement, mais cela reviendrait pour Lupin à avouer qu'il a trahi la confiance du directeur lorsqu'il était jeune, et il ne peut s'y résoudre. Lupin préfère donc se persuader que Sirius s'introduit dans le château par des procédés de magie noire appris auprès de Voldemort.

#### Retrouvailles
En cours d'année, alors que Harry ne respecte pas son interdiction de sortir du château, Lupin le surprend en possession de la carte du Maraudeur (qu'il reconnaît) et le réprimande, lui rappelant le sacrifice de ses parents pour assurer sa propre survie. Il lui confisque la carte.
En juin 1994, Lupin repère sur la carte du Maraudeur son ancien ami Peter Pettigrow, censé être mort douze ans plus tôt. Il repère également Harry, Ron et Hermione s'approchant du Saule cogneur, visiblement attirés par Patmol (Sirius). Il part aussitôt à leur rencontre et retrouve Sirius, le trio et Peter Pettigrow (sous sa forme de rat) entre les mains de Ron. Lupin comprend alors toute l'histoire et ne peut que reconnaître l'innocence de Sirius, accusé à la place de Peter. Il tente de convaincre Harry, Ron et Hermione. Cette dernière, pensant avoir été dupée par Lupin, révèle sa condition à Harry et Ron. Lupin, mal-à-l'aise, tente de la rassurer en expliquant toute son histoire. Les deux hommes obligent ensuite Peter Pettigrow à reprendre sa forme humaine et Lupin apprend de Sirius les détails de la trahison de Pettigrow envers Lily et James. Dans sa hâte de retrouver son ami de jeunesse, Lupin a oublié de prendre sa potion Tue-Loup et se transforme dès leur sortie du souterrain, en présence de Harry, Ron, Hermione, Sirius et Pettigrow. Sous sa forme de chien, Sirius tente de contenir le loup-garou et Pettigrow profite de la confusion pour s'échapper dans les bois. Pour la sécurité des élèves, Lupin démissionne dès le lendemain, Rogue ayant de plus révélé son secret au grand jour. Il apprend de la bouche même de Harry qu'il aura été le « meilleur professeur de défense contre les forces du mal qu'ils aient jamais eu ». Avant de partir, Lupin remet la carte du Maraudeur à Harry.

#### Reformation de l'Ordre

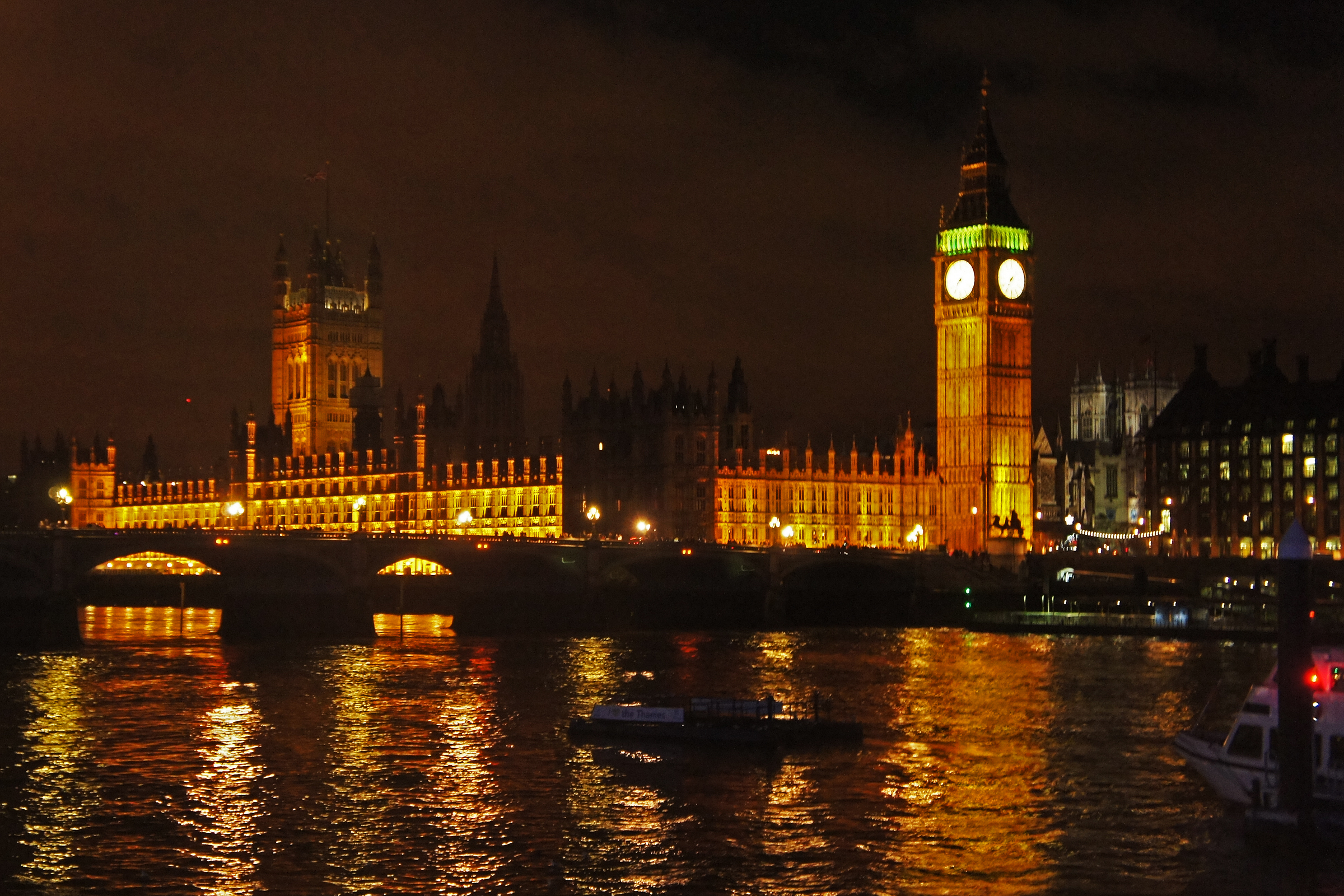
Dans le cinquième film, la garde rapprochée de Harry survole Londres pour se rendre au 12, square Grimmaurd.

Lupin retrouve Harry et Sirius un an plus tard, lorsque l'Ordre du Phénix se reforme au retour de Lord Voldemort, comptant parmi ses nouveaux membres une jeune Aurore Métamorphomage de vingt-deux ans nommée Nymphadora Tonks, petite cousine de Sirius et protégée d'Alastor Maugrey (considéré comme l'« Auror le plus puissant et le plus efficace de tous les temps »). Tonks se montre drôle, intelligente et courageuse et Lupin est à la fois amusé et impressionné par la nouvelle recrue, mais tient secrets les sentiments qu'il commence à éprouver pour elle. Régulièrement en missions de surveillance nocturnes avec Tonks, il feint de ne pas comprendre les allusions de celle-ci à son égard, alors qu'elle ne tarde pas à lui avouer son amour. Dès lors, Lupin ne se supporte plus et évite de se retrouver seul avec Tonks, ne lui adressant presque plus la parole et se portant volontaire pour les expéditions les plus dangereuses de l'Ordre, au grand désarroi de la jeune femme.
Durant l'été 1995, Lupin, accompagné notamment de Tonks, de Maugrey et de Kingsley, vient chercher Harry au 4, Privet Drive pour l'amener chez Sirius au 12, square Grimmaurd, le nouveau quartier général. Lupin vit durant l'année avec Sirius au square Grimmaurd. Il intervient avec ce dernier au ministère de la Magie pour aider Harry et ses amis, confrontés aux Mangemorts. Durant la bataille, Lupin assiste, impuissant, au meurtre de Sirius par Bellatrix Lestrange et tente en vain d'empêcher Harry de se lancer à la poursuite de cette dernière. Dumbledore prend le relais et combat lui-même Voldemort, venu les retrouver.
Lupin se porte volontaire l'année suivante pour aller vivre auprès des loups-garous afin de les espionner et tenter de les dissuader de se rallier à Voldemort. C'est une mission difficile car la plupart des loups-garous sont effrayés par Fenrir Greyback, qui lui, s'est rallié au seigneur des ténèbres. À la suite de la mort de son cousin, Tonks vit très mal cette période où Lupin s'éloigne d'elle, mais celui-ci se montre détaché lorsque Mrs Weasley lui demande des nouvelles de la sorcière. Ce n'est qu'à la suite de la bataille intervenue à Poudlard avec l'infiltration de plusieurs Mangemorts, et au meurtre de Dumbledore qui s'est ensuivi, que Tonks avoue publiquement ses sentiments pour Lupin, influencée par le comportement de Fleur Delacour après l'attaque de Bill Weasley par Greyback. Lupin reconnaît également les siens, malgré ses craintes et son sentiment d'agir de manière égoïste, se considérant trop vieux, trop dangereux et trop pauvre. Il accepte finalement d'épouser Tonks, et c'est main dans la main qu'ils assistent aux funérailles de Dumbledore.

#### Paternité et mort
Alors que Tonks est enceinte, Lupin, persuadé de transmettre sa condition de loup-garou à son enfant, culpabilise et préfère prendre la fuite. Il va trouver Harry, Ron et Hermione, de passage au 12, square Grimmaurd, et leur propose son assistance dans leur mission. Mais Harry, qui lui-même a dû se résoudre à vivre sans ses parents, accueille la proposition de Lupin avec froideur et indignation, constatant un comportement lâche, égoïste et irresponsable, indigne du professeur admirable qu'il fut quatre ans plus tôt. Lupin, furieux, projette le garçon contre le mur, puis quitte les lieux pour se réfugier seul au Chaudron Baveur durant quelque temps. La réaction de son ancien élève le pousse néanmoins à réfléchir sur son action et sur le fait que James et Lily avaient eux-mêmes donné leur vie pour sauver celle de leur fils, et qu'ils étaient restés avec ce dernier jusqu'au bout. Lupin sait dorénavant où se trouve sa place. Il retrouve Tonks, s'excuse auprès d'elle et décline les missions dangereuses de l'Ordre pendant toute la durée de la grossesse. Leur fils, Teddy Lupin, naît au printemps 1998 et par chance, ne montre aucun signe de lycanthropie. Lupin oublie sa violente dispute avec Harry. Il le retrouve quelques mois plus tard, réfugié chez Bill et Fleur Weasley, le prend dans ses bras et lui propose de devenir le parrain de Teddy. Harry accepte.
Lupin reste actif pour l'Ordre. Il parle quotidiennement, sous le pseudonyme de « Romulus », à la station de radio « Potterveille », avec Kingsley, Lee Jordan et les jumeaux Weasley, donnant des nouvelles et redonnant espoir aux personnes loyales à Harry. En mai 1998, Lupin emprunte le passage qui relie La Tête de Sanglier à Poudlard pour venir prêter main-forte à Harry, aux élèves et au corps enseignant combattant les Mangemorts. Pendant la bataille, il est très vite rejoint par Tonks, qui devait rester chez sa mère avec Teddy mais refusa de laisser son mari se battre sans elle. Tonks se fait tuer par Bellatrix Lestrange et Lupin, affaibli après plusieurs mois d'inaction au combat, meurt de la main du Mangemort Antonin Dolohov.
Avant de se rendre à Voldemort, Harry utilise la Pierre de Résurrection pour faire apparaître ses parents, Sirius et Lupin. Harry s'excuse auprès d'eux pour leur mort, insistant auprès de Lupin, qui ne pourra pas voir son fils grandir. Lupin lui répond que Teddy saura que son père s'est battu pour lui offrir une vie meilleure. Les quatre « fantômes » accompagnent Harry jusqu'à sa confrontation finale.
Lupin est le premier loup-garou à recevoir (à titre posthume) l'Ordre de Merlin de première classe.

## Création et évolution
Remus Lupin est l'un des personnages préférés de J. K. Rowling. 
La lycanthropie de son personnage serait par ailleurs une métaphore aux maladies stigmatisées comme le VIH, qui génèrent des superstitions et sont, selon l'auteure, dues au tabou que l'on associe au sang lui-même. 

« Le personnage de Lupin m'a donné l'opportunité d'examiner ces comportements d'hystérie et de préjugés. »

— J. K. Rowling
L'auteure apprécie également beaucoup la vulnérabilité de son personnage : « Même s'il est un professeur merveilleux (moi-même, j'aurais aimé l'avoir comme professeur) et un homme merveilleux, il aime être aimé et c'est là qu'il échoue. Il a été détesté si souvent qu'il est toujours heureux d'avoir des amis et devient par conséquent un peu trop souple avec eux ».
J. K. Rowling a expliqué par la suite que Remus a été sacrifié du fait qu'elle souhaitait laisser la vie à Arthur Weasley (la seule véritable figure paternelle respectable de l'histoire), qui devait mourir initialement. Elle souhaitait également faire de Teddy Lupin un nouvel orphelin, tout comme le fut Harry lui-même au début de l'histoire, en précisant, grâce à l'épilogue de Harry Potter et les Reliques de la Mort, que Teddy Lupin, tout comme Harry, est parvenu à surmonter le décès de ses parents.

## Adaptation

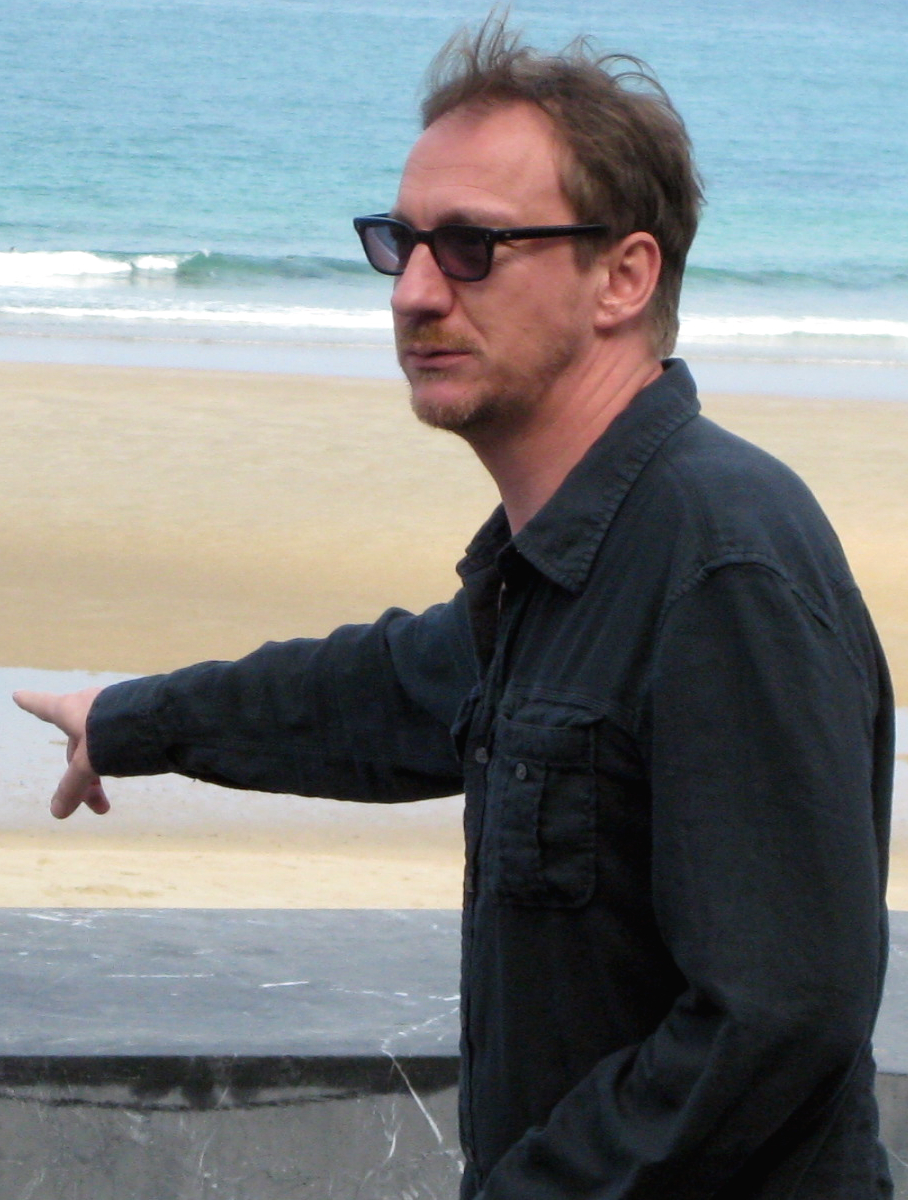
David Thewlis interprète Remus Lupin dans les films Harry Potter.

Le personnage de Remus Lupin est interprété dans les 3e, 5e, 6e, 7e et 8e films Harry Potter par l'acteur britannique David Thewlis. Dans les scènes des souvenirs de Severus Rogue, le personnage adolescent est joué par James Utechin (Harry Potter et l'Ordre du Phénix).
- Harry Potter et le Prisonnier d'Azkaban (Alfonso Cuarón, 2004) avec David Thewlis.
- Harry Potter et l'Ordre du Phénix (David Yates, 2007) avec David Thewlis et James Utechin (Lupin à 17 ans).
- Harry Potter et le Prince de Sang Mêlé (David Yates, 2009) avec David Thewlis.
- Harry Potter et les Reliques de la Mort, partie 1 (David Yates, 2010) avec David Thewlis.
- Harry Potter et les Reliques de la Mort, partie 2 (David Yates, 2011) avec David Thewlis.

Dans le livre Harry Potter et le Prisonnier d'Azkaban, Harry ne peut pas se rendre à Pré-au-Lard et est invité par Lupin à prendre le thé dans son bureau. Harry y aperçoit un Strangulot qui servira à Lupin pour le cours suivant. Dans le film d'Alfonso Cuaron, Harry et Lupin discutent sur un pont. Cette différence crée une erreur de continuité dans le film Harry Potter et les Reliques de la Mort, lorsque Lupin, pour vérifier l'identité de Harry, lui demande quelle créature était présente dans son bureau lors sa première visite. 
Lors de la discussion sur le pont, Lupin mentionne la ressemblance des yeux de Harry avec ceux de sa mère, son amitié avec celle-ci, et le fait qu'elle ait été particulièrement attentionnée à son égard lors de sa jeunesse, ce qui est un détail absent du troisième roman, où seule l'amitié avec James Potter et Sirius Black est mentionnée.
Les origines de la Carte du Maraudeur ne sont pas révélées dans les films, tout comme l'histoire des Maraudeurs est laissée de côté. Le spectateur ignore donc le fait que Lupin, Sirius Black, Peter Pettigrow et James Potter ont tous les quatre créé cette carte des années plus tôt lors de leur propre scolarité à Poudlard (le spectateur ignore également que James Potter fut un troisième animagus pouvant se transformer en cerf, même si Harry fait le lien entre le cerf et son père). Dans le film, Lupin et Sirius Black prouvent leur connaissance de la carte en affirmant simplement que celle-ci ne ment jamais. L'histoire sur l'origine de la cabane hurlante et la plantation du saule cogneur à Poudlard pour dissimuler les transformations de Lupin est également omise du troisième film.
La transformation de Remus Lupin en loup-garou débouche sur un loup anthropomorphe dans le film alors que dans les livres, il ressemble beaucoup plus à un loup normal.
Dans la version française des films Harry Potter, David Thewlis est doublé par l'acteur Guillaume Lebon, et dans la version québécoise par Alain Fournier.